# كأس ولي العهد 2007–08
تقام بطولة كأس ولي العهد في الخامسة عشر في موسم 2007/2008، وقد بدأت البطولة في تاريخ 12 نوفمبر 2007، وقد قسمت الفرق إلى مجموعتين، وتلتقي الفرق مع بعضها البعض بنظام الذهاب والإياب، ولا يتم احتساب فارق الأهداف خارج الملعب (الهدف بهدفين) وفقا للوائح البطولة.

## الدور التمهيدي

### الذهاب

#### المجموعة الأولى
| نادي الفحيحيل | 1:0 | نادي الجهراء |
| ------------- | --- | ------------ |
|               |     | سعود عواد    |

|}.
| نادي التضامن الكويتي | 0:1 | نادي اليرموك |
| -------------------- | --- | ------------ |
| داني مرواندا         |     |              |

|}.
| نادي كاظمة    | 2:1 | نادي النصر الكويتي     |
| ------------- | --- | ---------------------- |
| نواف الحميدان |     | جاسم الهاشمي طلال نايف |

|}.

#### المجموعة الثانية
| نادي الصليبيخات | 1:1 | نادي السالمية |
| --------------- | --- | ------------- |
| محمد راكان      |     | سعود سويد     |

|}.
| نادي خيطان | 0:1 | نادي الشباب الكويتي |
| ---------- | --- | ------------------- |
| ديوك       |     |                     |

|}.
| نادي القادسية الكويتي | 1:3 | نادي الساحل الكويتي |
| --------------------- | --- | ------------------- |
| مساعد ندا أحمد عجب    |     | رودولف              |

|}.

### الإياب

#### المجموعة الأولى
| نادي النصر الكويتي | 1:0 | نادي كاظمة |
| ------------------ | --- | ---------- |
|                    |     | أحمد فتحى  |

|}.
| نادي الجهراء                                                        | 4:6 | نادي الفحيحيل                              |
| ------------------------------------------------------------------- | --- | ------------------------------------------ |
| محمد سعد إسماعيل كودا سعد نزال يوسف عواد عبد العزيز الفراج سعد نزال |     | محمد عدنان مالك القلاف محمد سلمان سعد باني |

|}.
| نادي اليرموك | 2:1 | نادي التضامن الكويتي         |
| ------------ | --- | ---------------------------- |
| هاشم الرامزي |     | سليمان الجارلله داني مرواندا |

|}.

#### المجموعة الثانية
| نادي السالمية | 0:1 | نادي الصليبيخات |
| ------------- | --- | --------------- |
| بشار عبد الله |     |                 |

|}.
| نادي الساحل الكويتي | 4:6 | نادي القادسية الكويتي |
| ------------------- | --- | --------------------- |
| عبيد منور           |     | أحمد عجب علي الكندري  |

|}.
| نادي الشباب الكويتي       | 3:2 | نادي خيطان                    |
| ------------------------- | --- | ----------------------------- |
| إبراهيم الغيلاني أبو كوني |     | محمد عثمان حامد الشيباني ديوك |

|}.

### المباراة الفاصلة
| نادي النصر الكويتي    | 2:2 (5:4) | نادي كاظمة              |
| --------------------- | --------- | ----------------------- |
| عبد الله ممدوح فلافيو |           | ناصر الوهيب محمد العباد |

|}.

## الدور الربع نهائي

### الذهاب

#### المجموعة الأولى
| نادي التضامن الكويتي | 0:1 | نادي الجهراء |
| -------------------- | --- | ------------ |
| عبد الله مشيلح       |     |              |

|}.
| نادي الكويت       | 1:1 | نادي كاظمة  |
| ----------------- | --- | ----------- |
| عبد الرحمن العوضي |     | ناصر الوهيب |

|}.

#### المجموعة الثانية
| نادي العربي الكويتي | 0:0 | نادي السالمية |
| ------------------- | --- | ------------- |
|                     |     |               |

|}.
| نادي القادسية الكويتي            | 1:4 | نادي خيطان |
| -------------------------------- | --- | ---------- |
| خلف السلامة أحمد عجب خلف السلامة |     | سالم أمان  |

|}.

### الإياب

#### المجموعة الأولى
| نادي كاظمة | 0:0 | نادي الكويت |
| ---------- | --- | ----------- |
|            |     |             |

|}.
| نادي الجهراء         | 1:2 | نادي التضامن الكويتي |
| -------------------- | --- | -------------------- |
| مشعل عويد نبيل عاشور |     | هاشم صالح            |

|}.

#### المجموعة الثانية
| نادي خيطان | 3:0 | نادي القادسية الكويتي                  |
| ---------- | --- | -------------------------------------- |
|            |     | خلف السلامة عبد الله الظفيري محمد حسين |

|}.
| نادي السالمية | 0:1 | نادي العربي الكويتي |
| ------------- | --- | ------------------- |
| سعود سويد     |     |                     |

|}.

### المباريات الفاصلة
| نادي الكويت | 0:0 (4:5) | نادي كاظمة |
| ----------- | --------- | ---------- |
|             |           |            |

|}.
| نادي التضامن الكويتي | 1:2 | نادي الجهراء |
| -------------------- | --- | ------------ |
| هاشم صالح            |     | إسماعيل كودا |

|}.

## الدور النصف نهائي
الذهاب
| نادي القادسية الكويتي      | 0:2 | نادي السالمية |
| -------------------------- | --- | ------------- |
| عبد الله الظفيري مساعد ندا |     |               |

|}.
| نادي الكويت             | 1:2 | نادي التضامن الكويتي |
| ----------------------- | --- | -------------------- |
| عبد الله نهار علاء حبيل |     | حسن سلمان            |

|}.
الإياب
| نادي السالمية | 0:0 | نادي القادسية الكويتي |
| ------------- | --- | --------------------- |
|               |     |                       |

|}.
| نادي التضامن الكويتي      | 3:2 | نادي الكويت        |
| ------------------------- | --- | ------------------ |
| هاشم صالح سليمان الجارلله |     | خالد عجب علاء حبيل |

|}.

## مباراة تحديد المركزين الثالث والرابع
| نادي السالمية | 0:0 (4:5) | نادي التضامن الكويتي |
| ------------- | --------- | -------------------- |
|               |           |                      |

|}.

## النهائي
| نادي الكويت    | 0:1 | نادي القادسية الكويتي |
| -------------- | --- | --------------------- |
| أندريه ماكينغا |     |                       |

|}.

## الهدافين
أربعة أهداف
- أحمد عجب
- خلف السلامة
- هاشم صالح

ثلاثة أهداف
- علاء حبيل

هدفين
- ناصر الوهيب
- ديوك
- أسماعيل كودا
- سعد نزال
- داني مرواندا
- سعود سويد
- مساعد ندا
- عبد الله الظفيري
- سليمان الجارلله

هدف واحد
- رودولف
- جاسم الهاشمي
- محمد راكان
- أحمد فتحى
- محمد سعد
- أبو كوني
- إبراهيم الغيلاني
- عبد الرحمن العوضي
- عبد الله ممدوح
- عبد الله مشيلح
- هاشم الرامزي
- محمد عدنان
- علي الكندري
- مشعل عويد
- سعود عواد
- سالم أمان
- عبد العزيز الفراج
- يوسف عواد
- طلال نايف
- حامد الشيباني
- عبيد منور
- محمد حسين
- سعد باني
- محمد العباد
- فلافيو
- محمد سلمان
- نبيل عاشور
- محمد عثمان
- مالك القلاف
- بشار عبد الله
- خالد عجب
- أندريه ماكينغا
- حسن سلمان